# Teluk Jambu
Teluk Jambu is een bestuurslaag in het regentschap Muaro Jambi van de provincie Jambi, Indonesië. Teluk Jambu telt 620 inwoners (volkstelling 2010).